# Свеаланд
Све́аланд (швед. Svealand) — исторический регион Швеции, охватывающий провинции Сёдерманланд, Нерке, Вермланд, Вестманланд, Уппланд и Даларна.
Площадь региона составляет 80 839 кв. км, численность населения — 3 610 400 жителей (2007).
Название «Свеаланд» в значении «земля свеев» возникло как противопоставление Гёталанду (Ёталанду). Впервые упоминается в 1422 г. в ландслаге короля Кристофера, где использовалось по отношению к Нурданскугу, то есть местности к северу от Тиведена и Кольмордена.

## Провинции Свеаланда
Свеаланд состоит из шести провинций.
| - Вермланд - Вестманланд - Даларна - Нерке - Сёдерманланд - Уппланд | Вермланд · Вестманланд · Даларна · Нерке · Сёдерманланд · Уппланд |